# (36268) 1999 XT213
1999 XT213 (asteroide 36268) é um asteroide troiano de Júpiter. Possui uma excentricidade de 0.04314100 e uma inclinação de 11.01372º.
Este asteroide foi descoberto no dia 14 de dezembro de 1999 por LINEAR em Socorro.